# Box Hill (ort i Surrey)
Box Hill är en by i Surrey i England. Byn är belägen 20 km 
från Guildford. Orten har 1 361 invånare (2015).